# الغضائري الرازي
الغضائري الرازي (ت. 426 هـ) هو من شعراء إيران في القرن الخامس الهجري.
هو أبو يزيد، وقيل أبو زيد محمد بن علي الرازي الغضائري. ولد بمدينة ري وعاصر السلطان بهاء الدولة وحظي لديه، وبعد وفاته هاجر إلى غزنه وتقرب بها من السلطان محمود الغزنوي وحظي لديه. توفي سنة 426 هـ، وقيل سنة 436 هـ.